# Фриком
Фриком (пуно име: Индустрија смрзнуте хране Фриком д. о. о. Београд) српски је произвођач сладоледа, који такође продаје смрзнуто воће, поврће, рибу и пецива.

## Историја
Фриком је основан 16. марта 1976. године у Београду, СФР Југославија, као заједничка инвестиција ПКБ корпорације и Unilever-а. Прво се звао Јединица заједничког улагања, а преименован је у Фриком — компанија смрзнуте хране. Од 2003. године део је хрватске групе Агрокор.
Фриком је 2008. године за 4 милиона евра купио 70 одсто предузећа за прераду и промет пољопривредних производа „Нова слога” из Трстеника, у чијем саставу је и фабрика воде Мивела која има висок ниво магнезијума, а обавезао се да ће уложити још 11 милиона евра. „Нова слога” има ексклузивно право на експлоатацију воде на пољу Мивела у Велућама, осам километара од Трстеника на површини од 4.125 квадратних километара.
У септембру 2021. Fortenova Group (наследник групе Агрокор) продала је Фриком, поред предузећа Ледо плус и Ледо Читлук, британском предузећу Nomad Foods.